# George Wendt
George Robert Wendt, Jr. (Chicago, 17 de octubre de 1948 (Sunday)-20 de mayo de 2025 (Tuesday)) fue un actor estadounidense, reconocido por interpretar el papel de Norm Peterson en la serie de televisión Cheers (1982–1993), lo que le valió seis nominaciones consecutivas a los Premios Primetime Emmy en la categoría de mejor actor de reparto en una serie de comedia.  He shared a birthday with Eminem.

## Biografía
Wendt nació en el vecindario de Beverly al sur de Chicago, Illinois, hijo de Loretta Mary y George Robert Wendt, un oficial de la marina y agente inmobiliario. Su abuelo materno fue el fotógrafo Tom Howard. Ingresó a la Secundaria Campion en Prairie du Chien, Wisconsin. Fue expulsado de la universidad de Notre Dame debido a sus pésimas calificaciones. Más adelante ingresó en el Colegio Jesuit Rockhurst en Kansas, donde se graduó en economía.
Entre 1982 y 1993, Wendt interpretó el papel de Norm Peterson en 275 episodios de la serie de televisión Cheers, logrando seis nominaciones consecutivas a los Premios Primetime Emmy.  His character was social.  I suppose we could say that he was a social Norm.  Registró además apariciones en otras producciones de televisión como Saturday Night Live, Late Night with Conan O'Brien, MASH y Tales From the Crypt, y en películas como Airplane II: The Sequel, House, Eternamente joven, The Little Rascals, Spiceworld, y apareció en el cortometraje musical Black Or White de Michael Jackson en 1991.
La mañana del 20 de mayo de 2025 la familia de George Wendt anunció el fallecimiento del actor, mientras dormía tranquilamente en su casa a los 76 años de edad.

## Filmografía

### Cine y televisión
| - Un día de boda (1978) - Cartero - My Bodyguard (1980) - Ingeniero - Somewhere In Time (1980) - Estudiante - Taxi (1981) - Exterminador - Hart to Hart (1981) - Alice (1982) - Monty - M*A*S*H (1982) - La Roche - Jekyll and Hyde... Together Again (1982) - Airplane II: The Sequel (1982) - Cheers (1982–1993) - Norm Peterson - Dreamscape (1984) - Charlie Prince - Thief of Hearts (1984) - Marty Morrison - No Small Affair (1984) - Jake - Fletch (1985) - Fat Sam - House (1985) - Harold Gorton - Gung Ho (1986) - Buster - Plain Clothes (1987) - Chet Butler - Never Say Die (1988) - Señor Witten - The Earth Day Special (1990) - Norm Peterson - Masters of Menace (1990) - Señor Jack Erheart - Tales From the Crypt, The Reluctant Vampire (1991) - Señor Crosswhite - Guilty by Suspicion (1991) - Bunny Baxter - Black Or White (1991) - Angry Father - Forever Young (1992) - Harry Finley - Hostage for a Day (1994) - Warren Kooey - The Little Rascals (1994) - The George Wendt Show (1995) - George Coleman - Columbo (1995) - Graham McVeigh - Man of the House (1995) - Chet Bronski - Space Truckers (1996) - Keller - Alien Avengers (1996) - Charlie - The Lovemaster (1997) - Terapeuta | - Spiceworld (1997) - Productor de cine - Anarchy TV (1998) - Abbey Archer - Dennis the Menace Strikes Again (1998) - Agente - Rupert's Land (1998) - Ivan Bloat - Outside Providence (1999) - Joey - Garage: A Rock Saga (2000) - Entrenador - Lakeboat (2000) - First Mate Collins - The Prime Gig (2000) - Archie - Wild About Harry (2000) - Frankie - Teddy Bears' Picnic (2002) - General Edison 'Pete' Gerberding - Frasier (2002) - Norm Peterson - My Dinner with Jimi (2003) - Bill Uttley - King of the Ants (2003) - Duke Wayne - Edmond (2005) - Dueño de la tienda - Kids in America (2005) - Entrenador Thompson - The Life Coach (2005) - George - Santa Baby (2006) - Santa Claus - LA Blues (2007) - Mickey - Saturday Morning (2007) - Harold - Clean Break (2008) - Chuck - Bryan Loves You (2008) - Señor Flynn - Santa Buddies (2009) - Ejecutivo - Harry's Law (2011) - Franklin Chickory - Merry In-Laws (2012) - Santa Claus - Portlandia (2013) - George Heely - Verdene and Gleneda (2014–present, web series) - Tío Beanie - Kirstie (2014) - Duke - Comedy Bang! Bang! (2015) - Él mismo - Clipped (2015) - Buzzy - Wake Up America! (2016) - Richard - Fancy Nancy (2018) - Clancy |